# TBV 렘고
TBV 렘고(독일어: TBV Lemgo)는 독일 노르트라인베스트팔렌주 렘고를 연고로 하는 핸드볼팀이다. 현재 핸드볼 분데스리가 소속이며 1924년에 창립된 팀이다.